# Espace tensoriel
 (janvier 2014).
Si vous disposez d'ouvrages ou d'articles de référence ou si vous connaissez des sites web de qualité traitant du thème abordé ici, merci de compléter l'article en donnant les références utiles à sa vérifiabilité et en les liant à la section « Notes et références ».
Soit E un module sur un anneau commutatif unitaire A. On appelle tenseur p fois contravariant et q fois covariant sur E tout élément du produit tensoriel {\displaystyle \bigotimes _{i=1}^{p}E\otimes \bigotimes _{j=1}^{q}E^{*}}, où {\displaystyle E^{*}} est le module dual de E.
Soit u un automorphisme du A-module E, {\displaystyle {}^{t}u} est le morphisme contragrédient de {\displaystyle E^{*}}, c'est-à-dire l'automorphisme défini par {\displaystyle {}^{t}u(\varphi )=\varphi \circ u}. On peut définir une action du groupe linéaire GL(E) sur {\displaystyle \bigotimes _{i=1}^{p}E\otimes \bigotimes _{j=1}^{q}E^{*}} par :
{\displaystyle {\begin{matrix}u\cdot x=&\underbrace {(u\otimes \cdots \otimes u} &\otimes &\underbrace {{}^{t}u\otimes \cdots \otimes {}^{t}u)} (x)\\&p&&q\end{matrix}}}
On appelle espace tensoriel sur E tout sous-module H de {\displaystyle \bigotimes _{i=1}^{p}E\otimes \bigotimes _{j=1}^{q}E^{*}} stable par la loi externe {\displaystyle (u,x)\mapsto u\cdot x}.